# ユンナノゾーン
ユンナノゾーン (中国語：雲南虫、Yunnanozoon) は、カンブリア紀に生息していた分類未確定の動物。半索動物と見る学者もいる。澄江動物群の1つである。
大きいもので4cmほどになる。
この化石は、細長い柳の葉型の外形、先端部分の頭部らしい形、胴体部分の体節的に見える構造などから、脊索動物との類縁性が感じられることで当初から大いに注目された。ただし分類上の位置は確定していない。

## 発見
1991年に侯先光によって中華人民共和国雲南省澄江市帽天山で発見された。
体長4cmほどの紡錘形の化石であり、一方は幅が狭く、他方は幅広く、先が尖る。狭い方の橋が前方と判断された。幅の広い部分は20ほどの体節的な区切りがあり、前方には細かな構造がいくつか見られた。また、それら全体のやや下側と思われる部分に前後に貫く構造が見られた。この時点では所属不明の蠕虫様の動物という扱いだった。

## 脊索動物説
これに対して、この動物が脊索動物であるとの説が浮上する。
それによると頭部の後方の側面に見える構造は鰓弓であり、またより後方の側面の構造は生殖腺である。また、胴体を前後に貫く構造は真っ直ぐに伸びる消化管と、その上に伸びる脊索と解釈された。こういった特徴から、この動物は左右から扁平な遊泳性の動物であり、口から有機物片を含む水を飲み込み、これを鰓で濾し取って、残りの海水はそこから排出した。また、胴体の後半の側面に生殖腺が並んでいた。このような構造と活動は現生のナメクジウオにごく近いものであり、おそらくこの動物の直接の祖先にあたると判断された。脊索動物は我々を含む脊椎動物の上位群であり、この形はつまり我々の直接の祖先である可能性を示唆する。バージェス生物群からはやはりこの類と思われるピカイアが発見されていたが、それ自体がそれまで想定されていた脊索動物の出現時期を大きく遡るものであったために大きな注目を浴びた。それに対して、この動物が脊索動物であれば、それを更に遡ることになる。
その後、ポーランドのドジクは、より保存のよい化石に基づいて新たな復元像を示した。それによると、頭部はむしろ腹背に扁平で幅広く、前端には横長でキチン質に縁取りされた口があった。またその上面の両端には眼に近い視覚器があった。鰓弓や生殖腺については先の復元とそれほど変わらないが、大きな違いは胴体が左右から扁平ではあるが、腹面が平らであったとしたことである。横から見ると紡錘形ではあるが、背面側が左右から扁平で盛り上がっていた。そしてこの動物は遊泳性ではなく、平らな腹面で底質の上を這い回り、表面の泥をすくい取って食べたものと考えた。これはナメクジウオとはかなりかけ離れた姿ではあるが、脊索動物との判断は変わっていない。

### 批判的意見
このように脊索動物であるとの復元が行われる中、それに疑問を示す向きもあった。たとえば体の側面に見える体節的な構造は筋肉による体節的な構造と見るが、確かにこれは脊索動物に見られる特徴ではあるものの、普通はこのような直線的ではなく、V字型やW字型になる。上記ドジクの復元はピカイアを過剰に意識した結果ではないかとの声もある。

## 半索動物説
これに対して、新たな復元像が提出された。中国のシュウらは、改めて化石を詳細に検討し、その頭部が吻・襟と胴部の三つに区別できることを示し、これを半索動物と判断した。それによるとこれまで頭部と考えられていた部分は主として襟である。この部分は丸くふくらみ、その下側先端から小さな隆起として吻が突き出している。吻の基部、襟との境界の腹面に口が開いている。襟より後ろは基本的には円筒形の胴になっていて、その前半部の側面には鰓孔が数個並ぶ。消化管はその後方で咽頭を形成し、その後方には内部に螺旋状の弁を持つ腸が続く。背面には扁平な鰭が伸びていた。つまりドジクらが背中の筋節と見たものは鰭やそれを支える組織であったとし、また脊索の存在も疑わしいとする。
生活様式の復元はドジクのそれとあまり変わらず、底質の表面を這い回って泥などをすくい取って食べたと考えられている。ただし背中に鰭があるから、これを動かしてある程度活発に動いたのだろうとの判断である。
上記の体前部の構造は現生のギボシムシ類のそれとほぼ同じであるが、現生種はすべて泥の中に棲管を作り、その中に潜り込んでいる不活発な動物である。この動物が地下に潜って現在の姿になったという過程が想像される。